# サルヴェ
サルヴェ（イタリア語: Salve）は、イタリア共和国プッリャ州レッチェ県にある、人口約4,600人の基礎自治体（コムーネ）。

## 地理

### 位置・広がり

#### 隣接コムーネ
隣接するコムーネは以下の通り。
- アレッサーノ
- モルチャーノ・ディ・レウカ
- プレシッチェ＝アックーアリカ
- ウジェント

## 行政

### 分離集落
サルヴェには、以下の分離集落（フラツィオーネ）がある。
- Lido Marini, Marina di Pescoluse, Posto Vecchio, Ruggiano, Torre Pali